# VdB 42
vdB 42 è una nebulosa a riflessione visibile nella costellazione di Orione.
Si individua circa 1° a sudovest dalla regione centrale della Nebulosa di Orione; la stella che la illumina è la variabile HD 36412, una stella bianca di classe spettrale A7V, la quale è anche una variabile a eclisse e riporta pertanto anche la sigla di stella variabile EY Orionis. La sua variazione è compresa fra la nona e la decima magnitudine e ha un periodo totale di circa 16,7 giorni. La luce di questa stella imprime ai gas circostanti una luce bianco-azzurrognola.
Con una parallasse di 2,61 mas, che corrispondono a una distanza di 383 parsec (1250 anni luce), la nebulosa e la stella ad essa associata verrebbero a trovarsi fisicamente nella regione del Complesso nebuloso molecolare di Orione, e in particolare è parte dello stesso complesso di nubi che comprende la regione di gas ionizzati della Nebulosa di Orione, la cui parte sudoccidentale che si dirama nella direzione di vdB 42 è nota come Extended Orion Nebula. La regione è interessata da intensi fenomeni di formazione stellare, sia recenti che ancora in atto, come è testimoniato dalla presenza di numerosi oggetti HH e altre strutture connesse a oggetti stellari giovani.